# Karel III. Zichy
Karel III. hrabě Zichy z Vásonykeő (maďarsky Zichy-Vásonykeő Gróf Karoly III., 11. října 1785, Bratislava – 1. června 1876, Cífer) byl uherský šlechtic z I. linie hraběcího rodu Zichyů.

## Život
Narodil se v Bratislavě jako syn hraběte Františka Zichyho, hejtmana Veszprémské župy a jeho první manželky, hraběnky Marie Anny Krakovské z Kolovrat (1753-1805), dcery politika Leopolda Viléma z českého rodu hrabat Krakovských z Kolovrat.
Později se Karel III. stal c.k. komorníkem a administrátorem Vašské župy. Na základě pozvánky od císaře Františka Josefa odeslané z Vídně 14. února 1861 vystoupil na zasedání v Budapešti, konaném 2. dubna téhož roku. Dne 19. června přednesl svůj nedlouhá, ale mimořádně poutavý projev na zasedání Horní komory parlamentu, který byl stručným shrnutím historie maďarské ústavy a jejího významu. Jak napsal tehdejší svědek: „ten starý odpůrce všeho, hrabě Karel Zichy, hovořil zaníceně, ale pro starého pána (tehdy 76letého) způsobem odpovídajícím věci“.
Maďarské školní noviny „Idők Tanúja“ v roce 1864 informovaly o daru 5000 zlatých, které hrabě věnoval na výstavbu školní budovy ve slovenském Divíně v Novohradské župě a dalších 1000 zlatých na nadaci, kterou učitel pomocné školy v Divíně mohl čerpat s podmínkou, že budou vyučovat v maďarském jazyce.
V roce 1869 zamýšlel vstoupit do kláštera Panny Marie v Bešeňově a zbytek života v strávit náboženském rozjímání. Jeho děti a vnoučata ho však přesvědčili k ústupku, že do kláštera neodejde natrvalo, ale jen na určitou dobu v roce, kde pak bude žít ve společenství s mnichy.
Hrabě Karel III. Zichy z Vásonykeő zemřel v Cíferu dne 1. června 1876 ve věku 91.

### Manželství a rodina
Karel III. Zichy z Vásonykeő byl dvakrát ženatý:
1. od 17. února 1807 s Antonií hraběnkou Batthyányovou (8. června 1789 – 15. června 1825)
2. od 28. června 1842 s Františkou hraběnkou Apponyiovou, ovodvělou Szápáryovou (26. dubna 1807 – 29. března 1869).

Děti měl pouze z prvního manželství: tři syny a čtyři dcery.
- Syn Josef Zichy (1814–1897) se v listopadu 1853 oženil s hraběnkou Melanií z Metternichu (1832–1919), dcerou státního kancléře Klemense Václava knížete z Metternichu.

- Dcera Antonie Alžběta (1816–1888) se stala manželkou politika Ludvíka Františka hraběte Batthyányiho, později prvního předsedy vlády, který byl 6. října 1849 pro velezradu popraven zastřelením. Ani blízký vztah s knížetem Metternichem nemohl zachránit tohoto Kossuthova stoupence.
- Dcera Karolína Leopoldina (1818–1903) byla významnou postavou uherského národního obrození. Provdala se za hraběte Jiřího Károlyho, měla však také intimní vztah se svým švagrem Ludvíkem Františkem Batthyánym a se dokonce se jim narodilo dcera Pálma Károlyiová.[2] [3] Mezi její osobní přátele patřili také István Széchenyi a po pádu revoluce následovala Györgyho Klapku do emigrace. Krásou a silou osobností sester Karolíny a Antonie Zichyových byl ohromen i romantický básník Sándor Petőfi, který v roce 1844 napsal jimi inspirovanou oslavnou báseň.[4]